# Boule de Moulins
Vous lisez un « bon article » labellisé en 2023.

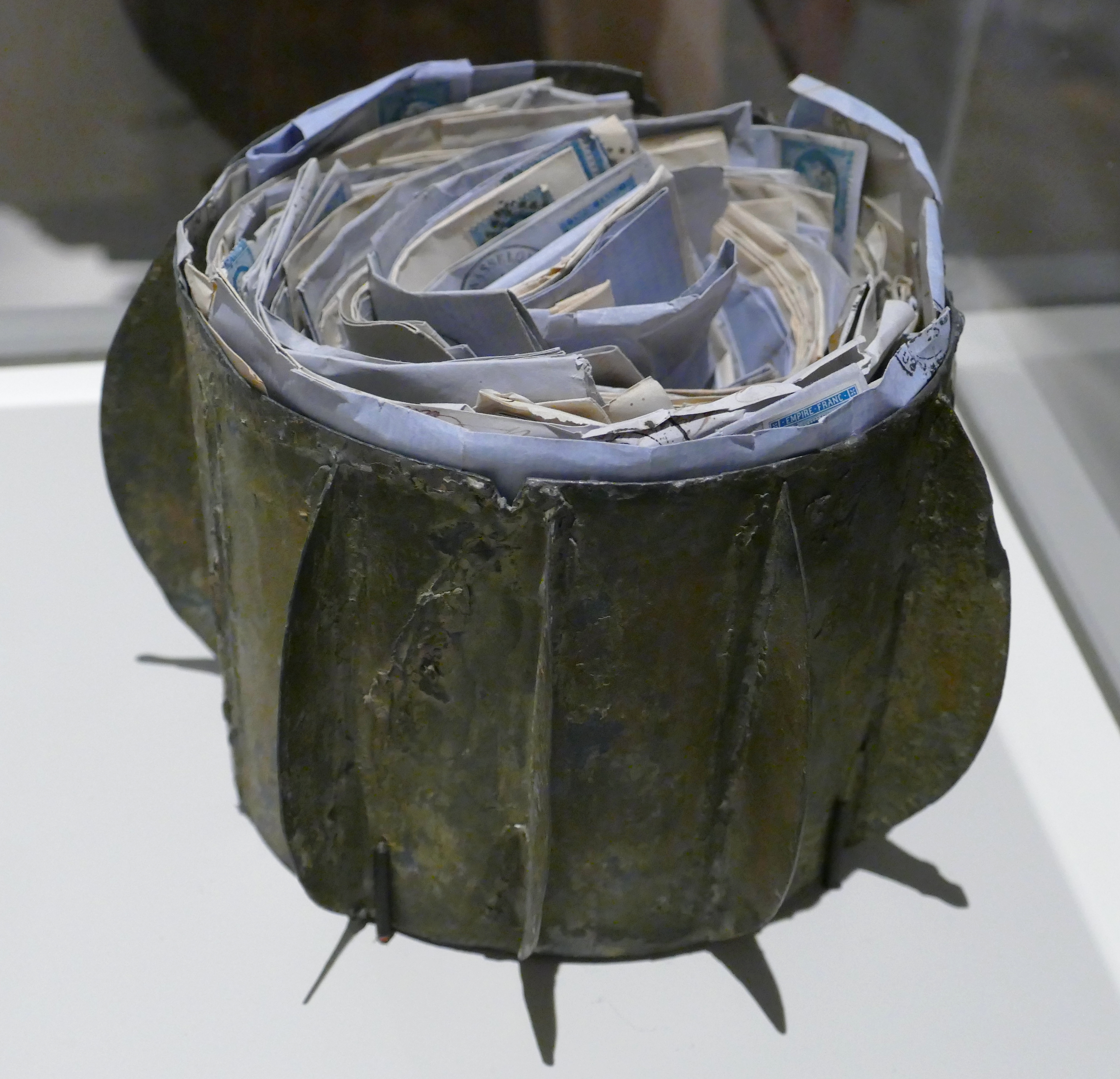
Une boule de Moulins, remplie de sa correspondance factice (musée de La Poste, Paris).

Une boule de Moulins est un procédé de transport du courrier depuis la province vers la ville de Paris, employé lors du siège pendant la guerre de 1870. Comme le courrier destiné à être ainsi acheminé dans des sphères creuses est au préalable centralisé à Moulins (Allier), ces boules sont dites « de Moulins ».
Trois personnes imaginent de placer le courrier dans des cylindres de zinc étanches, auxquels des ailettes donnent une forme sphérique et qui sont immergés dans la Seine largement en amont de Paris, non loin de Montereau-Fault-Yonne. Roulant sur le fond du fleuve en descendant son cours, ces boules doivent ainsi franchir les lignes des assiégeants et être récupérées dans un filet disposé aux abords de la capitale. Les opérations prennent toutefois beaucoup de retard en raison de longues discussions avec l'administration des Postes ; l'hiver s'avance et les glaces encombrent le cours de la Seine.
Malgré des essais prometteurs, le procédé se révèle un échec complet, aucune des 55 boules de Moulins larguées entre le 5 et le 28 janvier 1871 ne parvenant à Paris avant la fin du siège, même si plus de la moitié d'entre elles sont retrouvées depuis, de la Seine-et-Marne jusqu'à l'embouchure de la Seine. Les lettres qu'elles contenaient sont remises à leurs destinataires ou à leurs descendants, ou bien figurent dans les collections du musée de La Poste ainsi que dans des collections privées.

## Maintien du contact entre Paris et la province

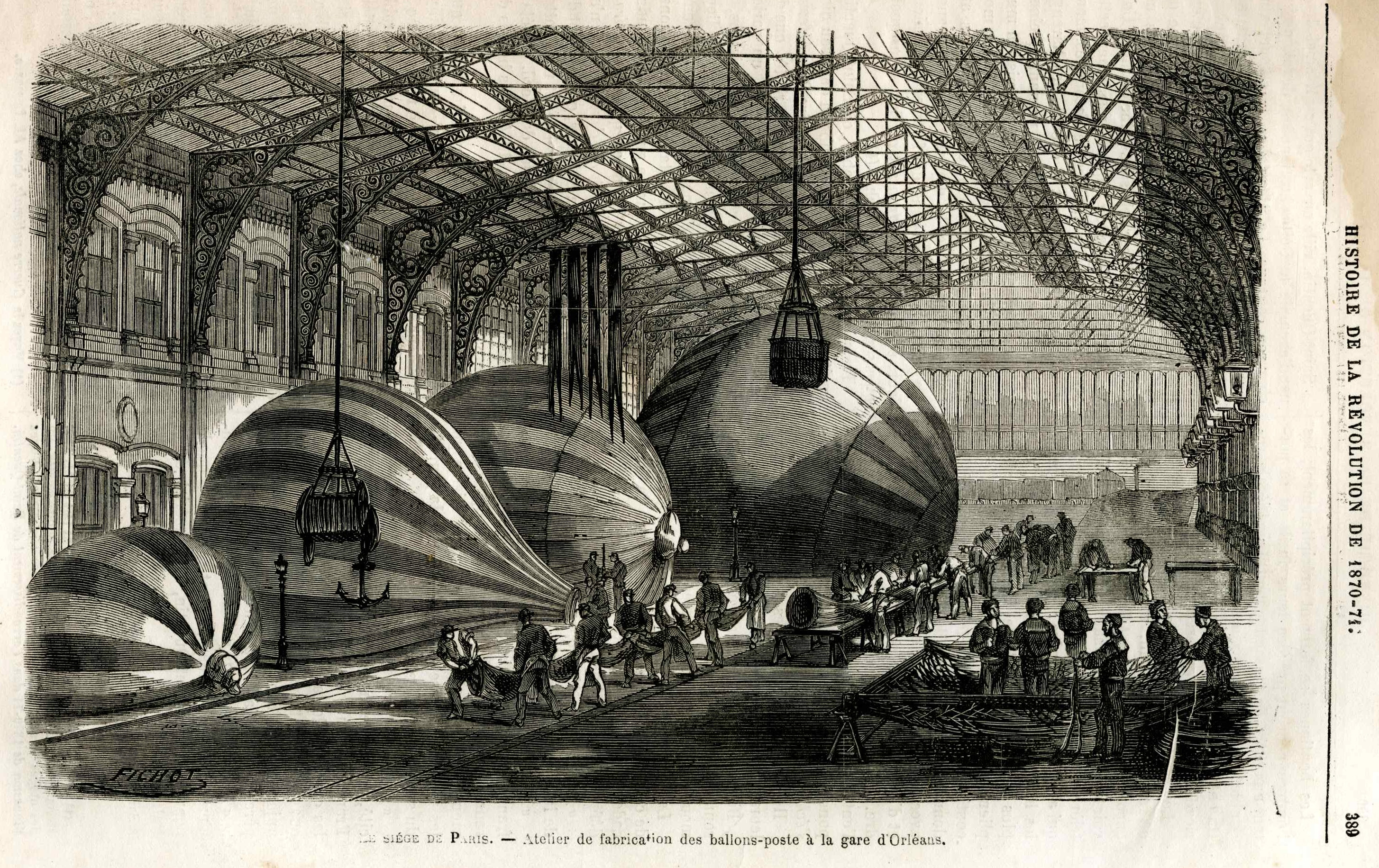
Atelier de fabrication de ballons (gare d'Orléans).

Continuer à correspondre entre la province et la capitale assiégée par l'armée prussienne depuis le 19 septembre 1870 est de première importance. L'échange d'informations sur la situation militaire est capital ; les soldats, sur les champs de bataille, ont besoin du soutien moral de leur famille restée à Paris et à laquelle ils veulent en retour donner de leurs nouvelles ; les assiégés, de leur côté, doivent continuer à se sentir reliés à la province.
Pour tenter de maintenir ce pont relationnel par le biais de l'échange de courriers, divers moyens sont employés mais surtout dans le sens Paris-province, comme le ballon monté qui peut emporter plusieurs sacs de courrier ; sur toute la durée du siège, ces ballons sont fabriqués en 67 exemplaires dans les gares du Nord, de l'Est et d'Orléans, alors libres de tout trafic ferroviaire.
Dans l'autre sens le problème est plus complexe. La voie aérienne est difficilement utilisable : seuls des pigeons voyageurs arrivent à entrer dans la capitale mais leur nombre est insuffisant au regard du volume à acheminer et le taux d'échec élevé. Les routes sont barrées et les portes de Paris gardées : les messagers tentant de forcer le blocus sont fusillés comme espions après un procès militaire expéditif et des chiens dressés à pénétrer dans la ville abattus à vue. Les trains ne circulent plus et les Prussiens surveillent et patrouillent sur la Seine, empêchant le passage de tout objet flottant à la surface du fleuve.

## Principe, description et expérimentations

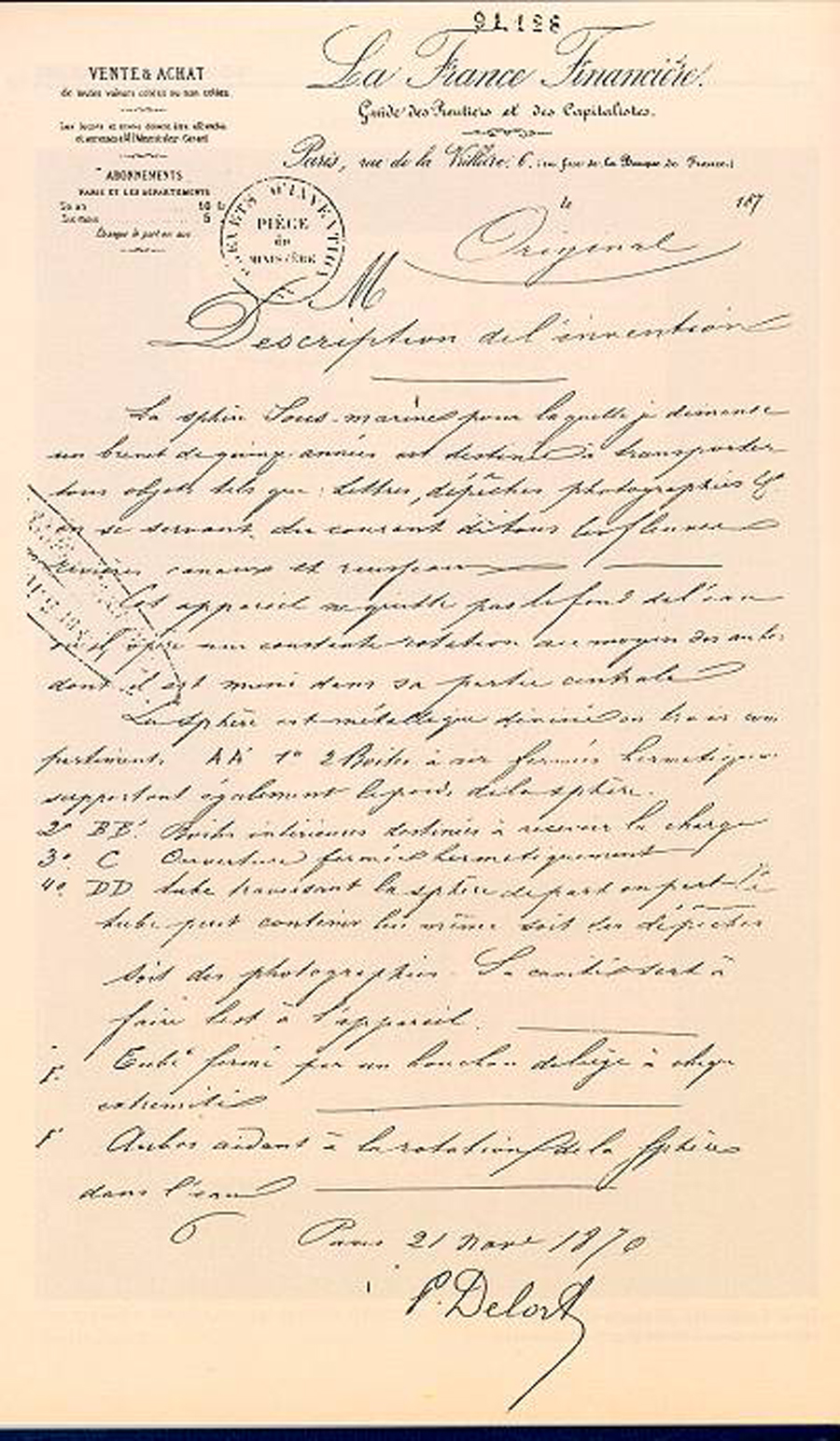
Brevet de Delort pour sa sphère sous-marine.

L'idée de faire voyager par le courant de la Seine des boules étanches contenant du courrier est envisagée selon le principe de la bouteille à la mer dès septembre 1870 : M. Castillon de Saint-Victor propose des engins flottant sous la surface et libérant un petit drapeau, une fois entrés dans Paris, pour signaler leur présence. Le projet est rapidement abandonné, jugé trop compliqué à mettre en œuvre et trop risqué.
Cette piste est toutefois à nouveau explorée au début du mois suivant mais, pour déjouer la surveillance des assiégeants, les boules ne doivent pas flotter en surface ou entre deux eaux. Leur masse volumique est calculée pour qu'elles roulent sur le fond, entraînées par le courant.

Coupe schématique d'une boule de Moulins.

Trois personnes, Pierre-Charles Delort, Émile (ou Louis-Émile) Robert et Isca (ou Jacques) Vonoven, mettent au point le système basé sur la fabrication de cylindres en zinc, métal inaltérable à l'eau, étanches une fois leur couvercle soudé. Le dispositif imaginé par les trois hommes, qui ne semblent pas avoir eu connaissance du projet de Castillon de Saint-Victor, est peut-être inspiré de celui utilisé pour la contrebande de tabac à la frontière franco-belge, dans les eaux de l'Yser. Le cylindre creux est pourvu de douze ailettes semblables à des aubes destinées à le faire tourner sur lui-même dans le courant du fleuve. D'une masse totale d'un peu plus de 2 kg, l'ensemble a la forme d'une sphère et peut renfermer 500 à 600 lettres qui, écrites sur du papier pelure, ne doivent pas dépasser 4 grammes chacune, enveloppe comprise. Les cylindres possèdent à leurs deux extrémités un petit ballast pouvant être rempli d'eau à volonté pour équilibrer l'ensemble en fonction du poids des lettres qu'il contient.
Le brevet est déposé le 21 novembre 1870 par Delort. Deux expériences successives, réalisées sur de courtes distances dans la Bièvre à Arcueil puis une autre, les 1er et 2 décembre 1870 sur une plus grande distance au Port à l'Anglais dans la Seine, sont concluantes : les boules jetées dans l'eau sont récupérées dans les filets destinés à les arrêter ; dans le cas de la Bièvre, la limpidité de l'eau permet même de les suivre sur leur trajet. Le principe apparaît donc applicable à plus grande échelle.

## Mise en œuvre

### Marchandages et luttes d'influence

#### Premier contrat, avec Germain Rampont

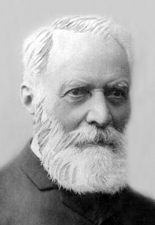
Germain Rampont.

Robert rencontre le général Trochu début octobre 1870 (ils se sont connus en Algérie vingt ans plus tôt) ; Trochu se montre très intéressé et, dans la foulée, Robert soumet le projet à Germain Rampont, directeur général des Postes resté à Paris. Une fois les tests effectués, Rampont rédige le 6 décembre un contrat autorisant la mise en place de ce service d'acheminement de courrier ; ce document, financièrement très intéressant pour les concepteurs, reste par ailleurs flou sur bien des détails pratiques : c'est ainsi par exemple, que le lieu de collecte, Clermont-Ferrand, n'est convenu que de manière orale et que, si le montant de la rémunération des intervenants est fixé, les modalités de versement ne sont pas précisées. Delort et Robert quittent la capitale à bord du ballon monté Le Denis Papin la nuit suivante en décollant de l'esplanade de la gare d'Orléans ; ils emportent du courrier à destination de la province, quelques boules fabriquées à Paris ainsi que le contrat signé par Rampont et approuvé par le ministre des Finances Ernest Picard.

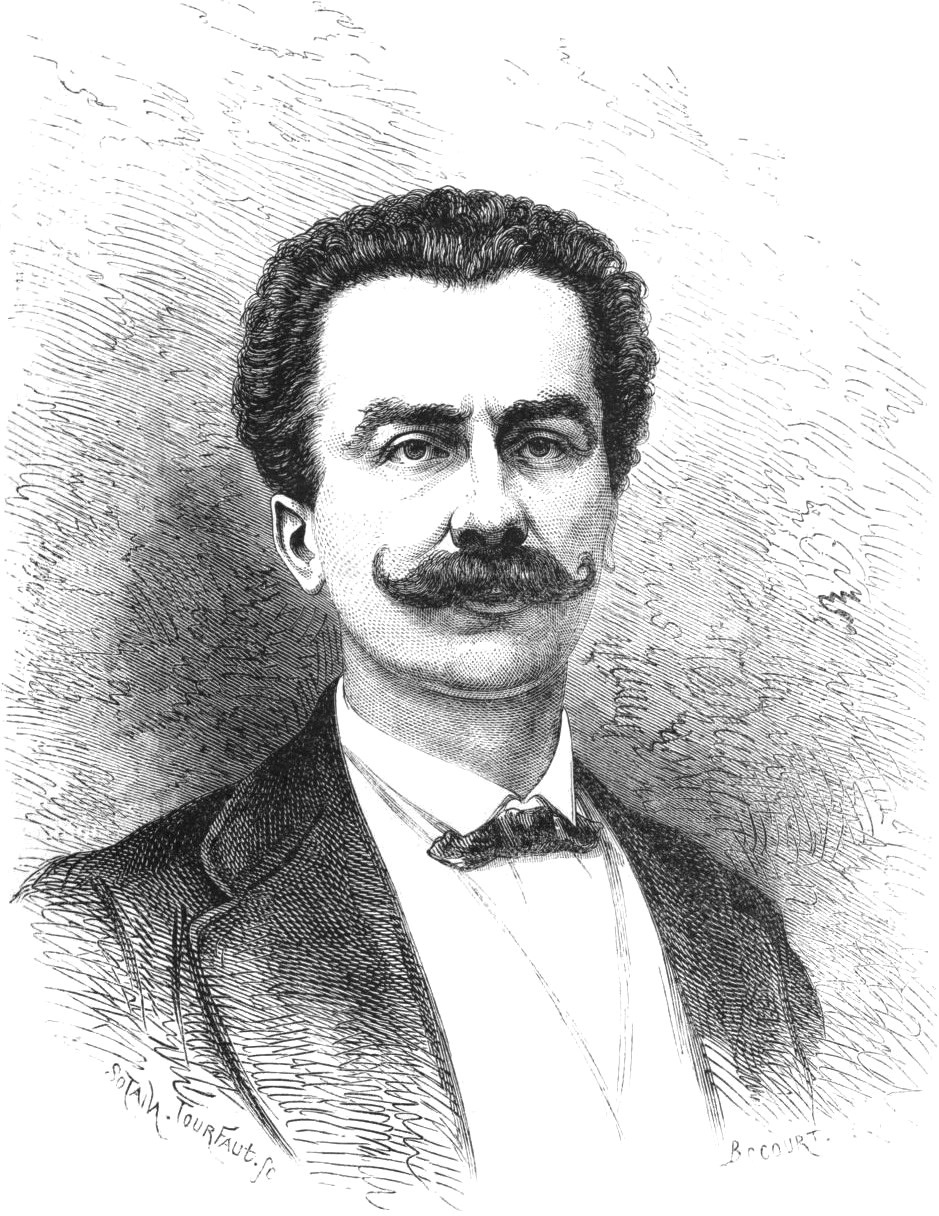
François-Frédéric Steenackers.

Atterrissant à La Ferté-Bernard dans un secteur « libre » à l'aube du 7 décembre, ils gagnent dans la journée Le Mans puis Tours le 8 décembre 1870 pour y rencontrer François-Frédéric Steenackers, directeur général des Télégraphes également chargé des Postes pour la province car il a suivi le gouvernement de la Défense nationale dans son repli. Steenackers les félicite de leur initiative et leur confirme que, comme convenu avec Rampont, le courrier doit être centralisé à Clermont-Ferrand. Forts de ces encouragements, Delort et Robert se rendent au plus vite à Clermont-Ferrand en passant par Bordeaux où ils rencontrent l'adjoint de Steenackers dès le 9 décembre. Cet itinéraire compliqué est le seul qui permette alors d'atteindre le Puy-de-Dôme par chemin de fer depuis Tours. C'est lors de leur halte en Gironde qu'ils font paraître dans la presse un communiqué signalant la mise en place de ce service spécial en se présentant comme des opérateurs privés (« Free post ») agissant avec l'accord de l'administration des Postes ; le communiqué précise en outre que les trois hommes seront directement rémunérés par les usagers,.

#### Second contrat, avec François-Frédéric Steenackers
Le 15 décembre 1870, alors qu'ils sont à pied d'œuvre depuis deux jours et qu'ils ont commencé à collecter le courrier, leur parvient, rédigée par Steenackers, l'injonction de cesser toute publicité, de suspendre l'opération et de restituer les lettres en leur possession ; il leur est reproché une opération aventureuse qui, de plus, contrevient au monopole des services postaux en matière de distribution de courrier. Après avoir rencontré le procureur impérial de Clermont-Ferrand [Qui ?], Delort et Robert retournent immédiatement à Bordeaux où s'est installé le gouvernement. Là, de nouvelles conditions, financièrement moins avantageuses pour eux mais plus précises et plus conformes au statut des Postes, leur sont imposées le 24 décembre 1870, au terme de discussions longues et tendues ; le lieu de collecte des lettres est par ailleurs transféré à Moulins, plus proche de la Seine. Outre ces motifs pratiques et financiers, les raisons profondes de ce revirement sont mal connues, mais la volonté de l'administration de limiter sa responsabilité en cas de dysfonctionnement tout en « reprenant la main » sur l'opération n'y est sans doute pas étrangère. L'inimitié et la rivalité notoires opposant Rampont et Steenackers ont sans doute joué, le second ayant été soupçonné d'entraver volontairement une opération approuvée par le premier.

### Phase opérationnelle

#### Dispositions pratiques

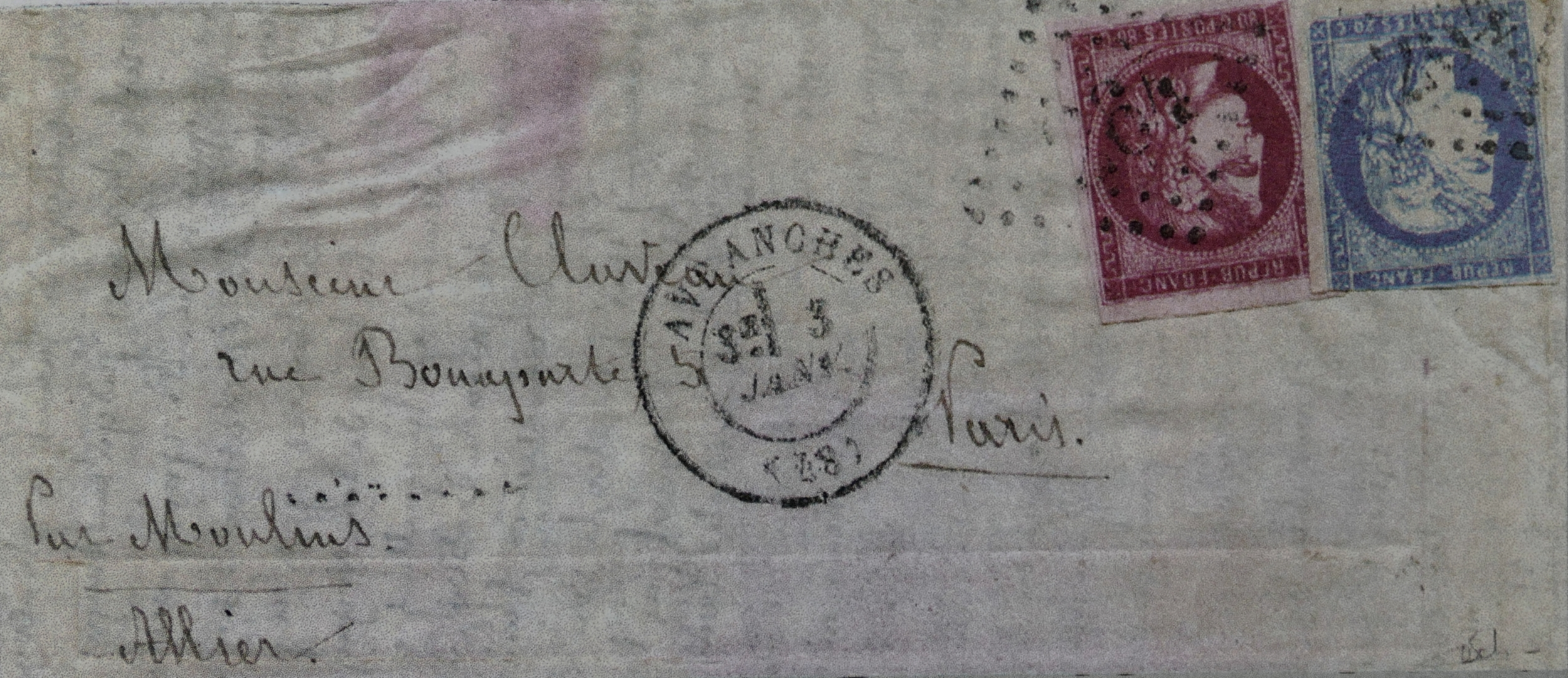
Lettre par boule de Moulins affranchie au tarif 1 franc, enregistrée à Avranches le 3 janvier 1871.

Selon les termes du contrat imposé par Steenackers et faisant l'objet d'un décret publié le 26 décembre 1870 dans Le Moniteur universel, les plis qui sont destinés à entrer dans Paris par l'intermédiaire des boules sont regroupés au bureau de poste central de Moulins, quel que soit leur lieu d'expédition, et doivent être affranchis à 1 franc au lieu des 20 centimes du tarif normal. Les 80 centimes supplémentaires sont destinés à la rétribution de Delort, Robert et Vonoven (payée par les Postes, pour moitié à l'enregistrement du courrier à Moulins et pour moitié à sa réception effective à Paris) ; aucune garantie n'est toutefois promise aux utilisateurs par l'administration qui dégage par avance sa responsabilité.
Certains bureaux de poste étant dépourvus de timbres en raison de la guerre, quelques courriers transportés par boule de Moulins n'en comportent pas sur l'enveloppe ; ils sont remplacés par un cachet P.P. (« port payé ») apposé à l'enregistrement de la lettre et attestant que l'expéditeur s'est bien acquitté du coût de l'affranchissement. Les lettres peuvent aussi être affranchies au départ mais avoir perdu leurs timbres à l'intérieur de la boule lors de son séjour dans l'eau, en raison de l'humidité ; dans ce cas le même cachet est apposé, mais à l'arrivée cette fois, afin que la lettre ne soit pas taxée.
Afin de ne pas éveiller l'attention de l'ennemi, les lettres ne se distinguent par aucun cachet spécial ; seule l'adresse du destinataire doit comporter la mention « Paris, par Moulins (Allier) »,.

#### Itinéraire des courriers, de Moulins à Paris

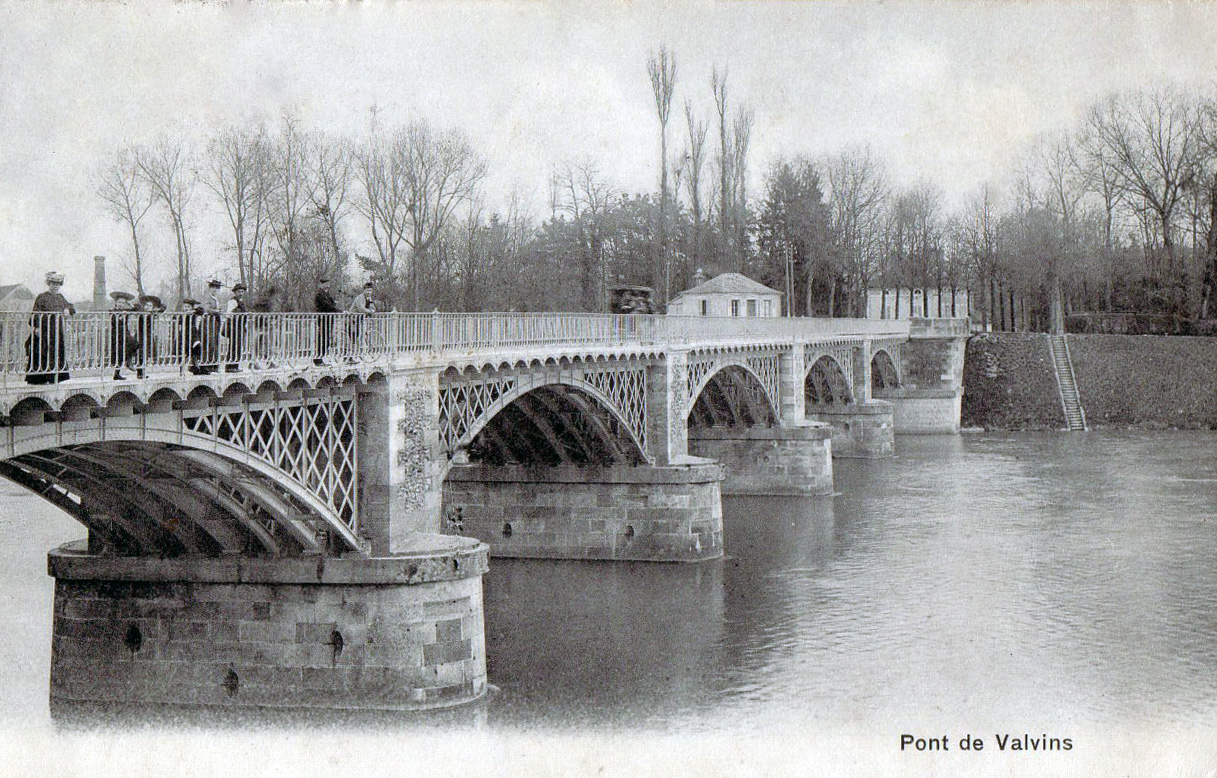
Ancien pont de Valvins à Samois-sur-Seine, un des lieux d'immersion des boules de Moulins.

Delort reste à Moulins pour conditionner les boules — celles apportées de Paris étant trop peu nombreuses, c'est à Lyon que d'autres sont fabriquées par un artisan —, remplir les bordereaux qui détaillent leur contenu et superviser leur acheminement à Cosne-sur-Loire où elles sont stockées.
Robert, habillé en paysan conduisant une charrette de paille ou en marchand de volailles et d'œufs, assure le transport des « agents » — pour éviter les fuites, c'est le terme employé pour désigner les boules dès les premières discussions avec Rampont — depuis Cosne jusqu'aux bords de la Seine. Il les immerge en amont de Paris, depuis Bray-sur-Seine jusqu'à Samois-sur-Seine, à partir d'une barque ou depuis un pont. Sur son trajet, il assure également le service postal de bureau à bureau là où celui-ci est interrompu.
Un filet, large de 280 m barrant toute la largeur du fleuve sur une hauteur d'un mètre à partir du fond pour que les bateaux ne risquent pas de le détériorer, tendu derrière les lignes ennemies au niveau du Port à l'Anglais à Alfortville, doit arrêter les boules qui sont dirigées vers un entonnoir. Vonoven, qui est resté à Paris, se charge de le relever matin et soir avec l'aide d'employés des Postes mis à sa disposition par Rampont mais, ignorant tout des longues discussions qui se déroulent en province et des retards qui en découlent, il commence ce travail de surveillance peu après la sortie de Paris de Delort et Robert, sans doute vers le 15 décembre,.
Cinquante-cinq boules sont finalement jetées à la Seine entre le 5 janvier 1871 — les premiers plis et les dernières consignes ne parviennent pas à Moulins avant le 4 janvier 1871 — et le 28 du même mois alors que, plusieurs jours avant cette dernière date, l'administration des Postes a demandé de ne plus faire parvenir de courriers à Moulins faute de certitude sur la réussite de l'opération. Le nombre des lettres transportés par les boules de Moulins est estimé entre 35 000 et 40 000.

## Résultats

### Constat d'échec
Alors que les essais avaient été couronnés de succès, le système se révèle totalement inefficace dans la pratique. Aucune des boules expédiées n'est récupérée pendant le siège ; elles sont probablement envasées, arrêtées par des obstacles ou sont passées au travers du filet déchiré et dont les points d'ancrage sont arrachés par les glaçons charriés par la Seine le 22 janvier ; Vonoven arrive à réparer le dispositif (confection et fixation d'un nouveau filet) le 28 janvier mais l'opération touche déjà à sa fin.
Le 10 février, 14 600 lettres en attente sont découvertes à la poste de Moulins : il s'agit très vraisemblablement de plis que le receveur des postes de Moulins avait pour consigne de ne plus confier à Delort dans les derniers jours de janvier 1871 ; ces lettres sont acheminées à Paris, où elles parviennent deux jours plus tard, dissimulées dans des sacs de riz destinés au ravitaillement des Parisiens d'où le nom de « sacs de riz » donné à ces lettres,. Des boules toutes prêtes sont trouvées à Cosne et les lettres qu'elles contiennent arrivent par la route à Paris entre le 17 et le 22 février après que les Prussiens ont autorisé le rétablissement normal des services postaux ; ces plis sont surnommés « lettres de Cosne ».
Les retards dus aux négociations ont certainement pesé dans l'échec du projet : les jours passant avec l'arrivée de l'hiver, le courant de la Seine se ralentit avec son embâcle partielle et les premières boules ne sont immergées que le 5 janvier 1871 alors que l'opération aurait pu débuter au moins quinze jours plus tôt ; Delort, dans une lettre ouverte au général Trochu, rend Steenackers responsable de ces retards et donc de cet échec. Après la guerre les concepteurs, dont les clauses de rétribution n'ont pas été respectées par l'administration des Postes, engagent des actions envers l'État pour obtenir des compensations financières, allant jusqu'à écrire au maréchal Patrice de Mac Mahon, mais sans succès ; Delort et Robert n'ont droit qu'à une médaille commémorative pour leur sortie de Paris en ballon.

### Repêchages ultérieurs

Parcours des boules de Moulins,.
Lieux d'immersions des boules
Filet de récupération
Lieux de repêchage connus

Entre 25 et 30 boules sont récupérées, mais après la fin du siège, échouées sur les berges, ramenées du fond par des engins, retrouvées lors de l'entretien de ponts. La première est repêchée en mars 1871 aux Andelys ; la majeure partie des trouvailles a lieu jusqu'en 1910 dont dix dès 1871, mais une boule est retrouvée en 1942, une autre en 1952. Plus récemment, une boule est remontée par le conducteur d’un engin de dragage à Saint-Wandrille (Seine-Maritime), le 8 août 1968. Une boule est encore récupérée à Vatteville-la-Rue (Seine-Maritime) en 1982, puis une autre en 1988. Jusqu'en 1982, l'administration postale cherche à remettre les lettres aux descendants des destinataires d'origine. À compter de cette date, les boules et leur contenu appartiennent au patrimoine national.
Sur 55 boules confectionnées, une vingtaine restent donc théoriquement enlisées au fond de la Seine et pourraient encore être retrouvées mais, sur cette quantité, il convient de retirer un nombre inconnu de boules dont la récupération s'est faite dans la discrétion et le contenu directement mis en vente sur le marché des philatélistes. Même si certaines boules sont repêchées presque à l'emplacement de leur immersion, la localisation des dernières trouvailles (à l'aval de Rouen) suggère cependant que les boules restant à découvrir ont pu s'éloigner considérablement de Paris, voire rejoindre la Manche. Après la fin de la guerre de 1870, un repêchage est même déclaré à Saint-Malo : il aurait fallu pour cela que les courants marins aient permis à la boule de contourner toute la péninsule du Cotentin, ce qui peut sembler surprenant ; il est également possible qu'un pêcheur l'ait chalutée près de l'embouchure de la Seine pour la rejeter ensuite à l'eau non loin de son port d'attache malouin.

## Intérêt philatélique

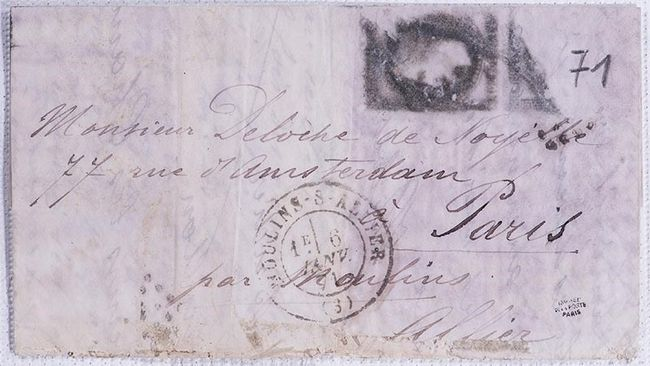
Courrier ayant voyagé par boule de Moulins (repêchage de Vateville-la-Rue, 1982).

Les plis ayant transité par les boules de Moulins, appelés eux aussi « boules de Moulins » par extension, ainsi que dans une moindre mesure les « sacs de riz » ou les « lettres de Cosne » ont, outre leur intérêt historique, une valeur très importante sur le marché de la philatélie,.
Dans les meilleures conditions de conservation, lorsque l'authenticité de la lettre peut être prouvée et que celle-ci est bien parvenue à Paris, « le cachet de la Poste faisant foi », la cote des boules de Moulins atteint en 1996 jusqu'à 200 000 F. À l'occasion du repêchage de 1968 à Saint-Wandrille, la Poste décide d'apposer au dos des lettres récupérées dans les boules une griffe officielle les authentifiant et, pour éviter tout risque de fraude, les tampons portant cette griffe sont détruits après usage.
Dans trois situations, la preuve a été apportée qu'une lettre expédiée de Paris vers la province par ballon monté a reçu une réponse directe par boule de Moulins, ces « couples » de lettres constituant des documents philatéliques et des témoignages rares du fonctionnement des Postes en temps de siège.

## Iconographie

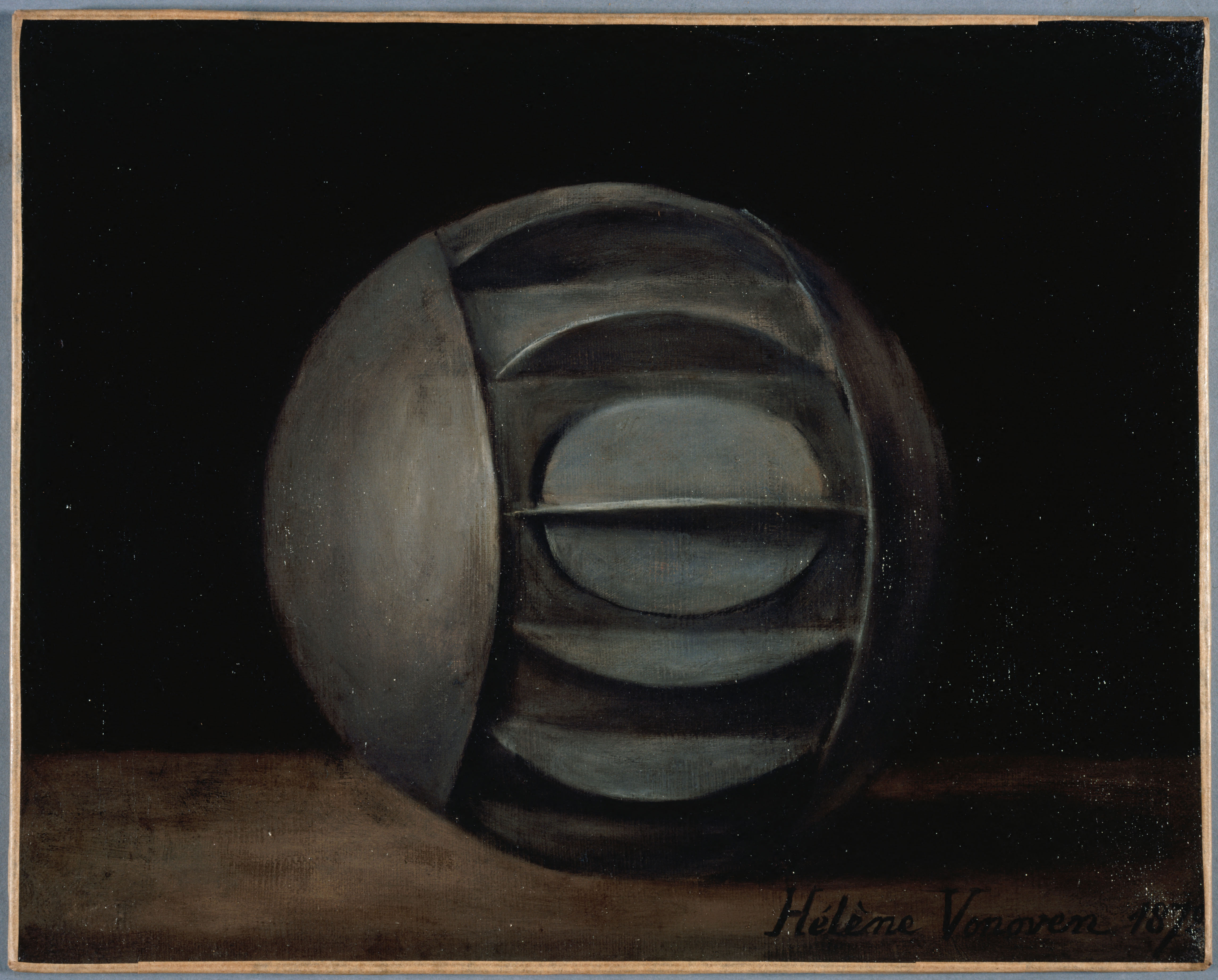
Tableau d'Hélène Vonoven.

Une huile sur toile, datée et signée en 1872 par Hélène Vononen (fille d'Isca Vonoven née en 1853) et représentant une boule de Moulins, est exposée au musée Carnavalet de Paris (don de M. Vonoven en 1899).
Dans le cadre de l'émission Europa de 1979 consacrée à l'histoire postale, la France émet un timbre-poste d'une valeur faciale de 1,70 franc pour commémorer l'expérience des boules de Moulins.